# Parurios atriscutum
Parurios atriscutum är en stekelart som först beskrevs av Girault 1933.  Parurios atriscutum ingår i släktet Parurios och familjen puppglanssteklar. Inga underarter finns listade i Catalogue of Life.